# الإمبراطور هيغاشي-ياما
الإمبراطور هيغاشي-ياما (باليابانية: 東山天皇 هيغاشي-ياما تينو) (21 أكتوبر 1675 - 16 يناير 1710) كان الإمبراطور الثالث عشر بعد المائة في اليابان وفقا للترتيب الأباطرة. امتدت فترة حكم الإمبراطور هيغاشي-ياما في الفترة بين عامي 1687و 1709.